# Lom Peak
Der Lom Peak (bulgarisch връх Лом wrach Lom) ist ein 870 m hoher Berg auf der Livingston-Insel im Archipel der Südlichen Shetlandinseln. Im Friesland Ridge der Tangra Mountains ragt er 1 km nordwestlich des St. Methodius Peak und 0,93 km nordnordöstlich des Tervel Peak auf. Der Ruen-Eisfall liegt nördlich von ihm.
Die bulgarische Kommission für Antarktische Geographische Namen benannte den Berg 2002 nach der Stadt Lom im Nordwesten Bulgariens.